# Gabriel Justice Yaw Anokye
Gabriel Justice Yaw Anokye (Emenaa, 27 maggio 1960) è un arcivescovo cattolico ghanese, dal 15 maggio 2012 arcivescovo metropolita di Kumasi.

## Biografia

### Formazione e ministero sacerdotale
Dopo aver studiato filosofia presso il seminario maggiore di Cape Coast, ha conseguito la licenza in teologia biblica presso l'università di Kinshasa e il dottorato in storia delle religioni e antropologia religiosa a Parigi presso l'università la Sorbona.
È stato ordinato sacerdote il 16 luglio 1988 dal vescovo Peter Kwasi Sarpong.
Successivamente ha ricoperto il ruolo di docente presso il seminario regionale di Cape Coast, dove dal 1999 al 2002 è stato anche vicerettore.

### Ministero episcopale
Il 30 ottobre 2003 papa Giovanni Paolo II lo ha nominato vescovo ausiliare di Abidjan e vescovo titolare di Celle di Mauritania.
Ha ricevuto l'ordinazione episcopale il 17 gennaio 2004 dalle mani dell'arcivescovo Peter Kwasi Sarpong, co-consacranti l'arcivescovo titolare di Othona George Kocherry nunzio apostolico in Ghana e l'arcivescovo di Tamale Gregory Ebolawola Kpiebaya.
Il 26 marzo 2008 papa Benedetto XVI lo ha nominato vescovo di Obuasi.
Il 15 maggio 2012 lo stesso papa lo ha promosso arcivescovo metropolita di Kumasi.
Dal 2013 al 2019 è stato secondo vicepresidente del Simposio delle Conferenze Episcopali di Africa e Madagascar.

## Genealogia episcopale e successione apostolica
La genealogia episcopale è:
- Cardinale Scipione Rebiba
- Cardinale Giulio Antonio Santori
- Cardinale Girolamo Bernerio, O.P.
- Arcivescovo Galeazzo Sanvitale
- Cardinale Ludovico Ludovisi
- Cardinale Luigi Caetani
- Cardinale Ulderico Carpegna
- Cardinale Paluzzo Paluzzi Altieri degli Albertoni
- Cardinale Gaspare Carpegna
- Cardinale Fabrizio Paolucci
- Cardinale Francesco Barberini
- Cardinale Annibale Albani
- Cardinale Federico Marcello Lante Montefeltro della Rovere
- Vescovo Charles Walmesley, O.S.B.
- Vescovo William Gibson
- Vescovo John Douglass
- Vescovo William Poynter
- Vescovo Thomas Penswick
- Vescovo John Briggs
- Arcivescovo William Bernard Ullathorne, O.S.B.
- Cardinale Henry Edward Manning
- Cardinale Herbert Alfred Henry Vaughan
- Cardinale Francis Alphonsus Bourne
- Arcivescovo Richard Joseph Downey
- Arcivescovo William Thomas Porter, S.M.A.
- Arcivescovo John Kodwo Amissah
- Arcivescovo Peter Kwasi Sarpong
- Arcivescovo Gabriel Justice Yaw Anokye

La successione apostolica è:
- Vescovo John Yaw Afoakwa (2015)